# Останні дівчата
«Останні дівчата» (англ. The Final Girls) — американський комедійний фільм-хорор, знятий Тоддом Штраус-Шулсоном. У головних ролях — Таїсса Фарміґа, Малін Акерман, Адам Дівайн, Томас Мідлдітч, Алія Шовкет, Александер Людвіг, Ніна Добрев, Хлоя Бріджес та Анджела Трімбур. Фільм розповідає про дівчину Макс, яка опиняється з друзями у світі відомого хорор-фільму 1980-х років, де грала її померла мати, і об'єднавшись з його героями вони повинні дати бій маніяку.
Світова прем'єра стрічки відбулась 13 березня 2015 року на кінофестивалі South by Southwest. Також фільм був показаний на міжнародному кінофестивалі в Торонто.

## У ролях
- Таїсса Фарміґа — Макс Картрайт
- Малін Акерман — Ненсі / Аманда Картрайт
- Александер Людвіг — Кріс Бріггс
- Ніна Добрев — Вікі Саммерс
- Алія Шовкет — Герті Майклс
- Томас Мідлдітч — Дункан
- Адам Дівайн — Курт
- Хлоя Бріджес — Паула
- Анджела Трімбур — Тіна

## Визнання
| Нагороди та номінації фільму «Останні дівчата» | Нагороди та номінації фільму «Останні дівчата» | Нагороди та номінації фільму «Останні дівчата» | Нагороди та номінації фільму «Останні дівчата» | Нагороди та номінації фільму «Останні дівчата» | Нагороди та номінації фільму «Останні дівчата» |
| Рік                                            | Нагорода                                       | Категорія                                      | Номінант                                       | Результат                                      |                                                |
| ---------------------------------------------- | ---------------------------------------------- | ---------------------------------------------- | ---------------------------------------------- | ---------------------------------------------- | ---------------------------------------------- |
| 2015                                           | Сіджаський міжнародний кінофестиваль           | Найкращий фільм                                | «Останні дівчата»                              | Номінація                                      |                                                |
| 2015                                           | Кінофестиваль «Стенлі»                         | Приз глядацької аудиторії                      | «Останні дівчата»                              | Перемога                                       |                                                |
| 2015                                           | Міжнародний кінофестиваль в Торонто            | Приз глядацької аудиторії Midnight Madness     | «Останні дівчата»                              | 2-ге місце                                     |                                                |